# Escobaria
Escobaria és un gènere de petits cactus natius del sud i oest del Canadà fins al nord de Mèxic. El gènere comprèn vint-i-tres espècies.

## Descripció
L'Escobaria té forma globosa o cilíndrica amb glàndules que segreguen nèctar, les costelles estan absents i desenvolupant-se com a tubercles i sent caducs. Les flors apareixen a la primavera i tenen gran varietat de colors, mentre que els fruits són sempre vermells.

## Taxonomia
Escobaria va ser definida per Nathaniel Britton i Joseph Rose en el seu llibre The Cactaceae (1923); van anomenar el gènere en honor de Rómulo Escobar Zerman (1882–1946) i Numa Pompilio Escobar Zerman (1874–1949). Els cactus d'aquest gènere són similars a Coryphantha i Mammillaria. Dues espècies van ser traslladades recentment a Acharagma.
- Escobaria albicolumnaria Hester 1941
- Escobaria alversonii
- Escobaria chihuahuensis
- Escobaria cubensis
- Escobaria dasyacantha
- Escobaria deserti
- Escobaria duncanii
- Escobaria emskoetteriana
- Escobaria guadalupensis
- Escobaria hesteri
- Escobaria laredoi
- Escobaria lloydii
- Escobaria minima
- Escobaria missouriensis
- Escobaria orcuttii
- Escobaria organensis
- Escobaria robinsorum
- Escobaria sandbergii
- Escobaria sneedii
- Escobaria tuberculosa
- Escobaria villardii
- Escobaria vivipara
- Escobaria zilziana
- etc.

## Sinonímia
- Cochiseia W.H.Earle
- Escobesseya Hester
- Fobea Fric (nom. inval.)
- Neobesseya Britton i Rose